# Chikkagoraghatta, Turuvekere
Chikkagoraghatta là một làng thuộc tehsil Turuvekere, huyện Tumkur, bang Karnataka, Ấn Độ.